# Ћопићевим стазама дјетињства
Ћопићевим стазама дјетињства је манифестација посвећена Бранку Ћопићу, која се одржава сваке године на Михољдан у Хашанима, месту његовог рођења.

## Традиција
Родно место Бранка Ћопића некада се налазило у општини Босанска Крупа. Ентитетском поделом територије Босне и Херцеговине, место Хашани припало је општини Крупа на Уни. Његова кућа у овом месту потпуно је девастирана од последица сукоба на овом подручју, а о њеном постојању сведоче само остаци зидова. Окућница која је Бранку послужила као инспирација за наслов збирке приповедака Башта сљезове боје, дуго је била запуштена. Споменик подигнут у Бранкову част, склоњен ради превенције од уништења, у Хашане је враћен 2006.
Манифестација „Ћопићевим стазама дјетињства” одржава се сваке године испред школе у Хашанима и окупља школе које носе назив по овом српском књиженику из XX века. Иако је ова манифестација више пута померана, као дан одржавања установљен је 12. октобар, по крсној слави породице Ћопић, Михољдану.